# Muzeum Ziemi Choszczeńskiej
Muzeum Ziemi Choszczeńskiej – regionalna instytucja muzealna zlokalizowana od 1998 roku w budynku Zespołu Szkół nr 1 w Choszcznie (ul. Bolesława Chrobrego 31). Muzeum powstało w 1995 roku z inicjatywy Regionalnego Towarzystwa Historycznego Ziemi Choszczeńskiej, które od początku sprawuje nad nim opiekę naukową.

## Historia
Idea utworzenia muzeum na ziemi choszczeńskiej sięga 1925 roku, kiedy rektor miejscowego gimnazjum, Walter Schumacher, rozpoczął starania o jego powołanie. W 1926 roku w budynku gimnazjum powstało Choszczeńskie Muzeum Powiatowe, które obejmowało pięć działów: historia naturalna, prehistoria, historia regionu, sztuka sakralna i folklor. Znajdowały się tam również dokumenty z XVI–XIX wieku. Plan przeniesienia zbiorów do Bramy Kamiennej przerwała wojna. W 1945 roku zbiory trafiły do Archiwum w Szczecinie, a następnie do zamku w Pęzinie, ale wiele eksponatów zaginęło lub zostało rozproszonych.
Po wojnie Schumacher wyemigrował do Niemiec, gdzie współtworzył Izbę Amswaldzką w Wunstorfie – stowarzyszenie zajmujące się historią Choszczna. Tymczasem w Polsce działało Towarzystwo Miłośników Ziemi Choszczeńskiej, którego aktywność jednak z czasem zanikła. Nie powiodła się również próba utworzenia muzeum przez Fundację „Choszczno – Amswalde” w latach 80. XX wieku. Mimo to zainteresowanie historią regionu rosło. Przykładem była wystawa „Znaleziska archeologiczne na Ziemi Choszczeńskiej” z 1993 roku, przygotowana z udziałem Muzeum Narodowego w Szczecinie i innych instytucji, którą obejrzało ponad 2500 osób.
W odpowiedzi na to zainteresowanie Rada Miasta i Gminy Choszczno w 1994 roku podjęła uchwałę o powołaniu Muzeum Ziemi Choszczeńskiej w Barbakanie. Uchwała ta jednak została uchylona po wyborach samorządowych. Wówczas pojawiła się inicjatywa utworzenia muzeum w Krzęcinie. We wrześniu 1994 roku Rada Pedagogiczna i Rada Szkoły w Krzęcinie zaakceptowały powołanie Muzeum Ziemi Choszczeńskiej im. dr. Ryszarda Wołągiewicza przy miejscowej szkole, przy wsparciu Zarządu Gminy. Inicjatywa spotkała się z przychylnym odbiorem m.in. ze strony Wojewódzkiego Konserwatora Zabytków oraz Muzeum Narodowego w Szczecinie. Jego dyrektor, Władysław Filipowiak, zapewnił o wsparciu placówki oraz wyraził uznanie dla upamiętnienia dr. Wołągiewicza.
W 1996 roku planowane było przeniesienie muzeum do nowej siedziby. Od 1998 roku Muzeum Ziemi Choszczeńskiej mieści się w budynku Zespołu Szkół nr 1 w Choszcznie przy ulicy Bolesława Chrobrego 31 . Kustoszem i zarazem opiekunem merytorycznym placówki do co najmniej 2019 roku był dr Grzegorz Jacek Brzustowicz – historyk specjalizujący się w dziejach regionu .

## Eksponaty
Zbiory muzeum podzielone są na cztery działy: muzealny (z artefaktami archeologicznymi), archiwalny, kartograficzny i bibliograficzny. Gromadzone są także informacje o zbiorach dotyczących regionu, znajdujących się w instytucjach w kraju i za granicą. Kolekcja muzeum obejmuje kilka setek przedmiotów historycznych, reprezentujących różne epoki – od pradziejów po XX wiek. Wśród zgromadzonych zabytków znajdują się tu m.in. broń biała i palna, wyroby ceramiczne, historyczne monety i pieczęcie, fragmenty średniowiecznej architektury sakralnej, zdjęcia . Z archiwalnych dokumentów eksponowane są notatki Ryszarda Wołągiewicza – jego próba syntezy pradziejów regionu, a z okresu wpływów rzymskich, m.in.: 3 żelazne klamry do pasa, świadczące o obecności wpływów rzymskich na terenie współczesnego powiatu choszczeńskiego, paciorki szklane i dwa naczynia dwustożkowate prawdopodobnie z cmentarzyska w Zamęcinie, 2 urny i zapinka żelazna z cmentarzyska w Pomiance o bliżej nieokreślonej przynależności kulturowej i chronologicznej.
Placówka prowadzi działalność badawczą, wystawienniczą oraz popularyzatorską, promując dziedzictwo kulturowe ziemi choszczeńskiej . 

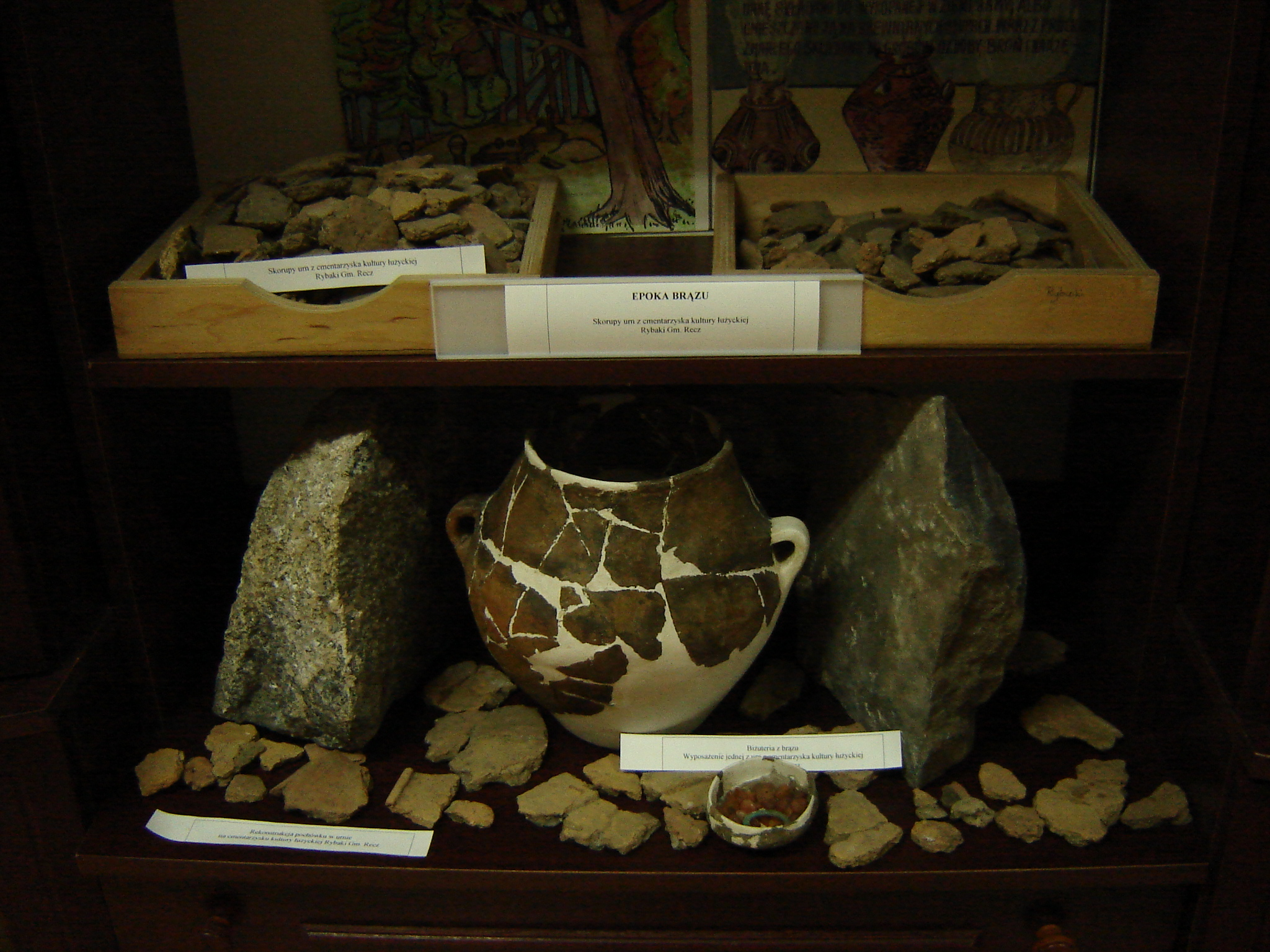
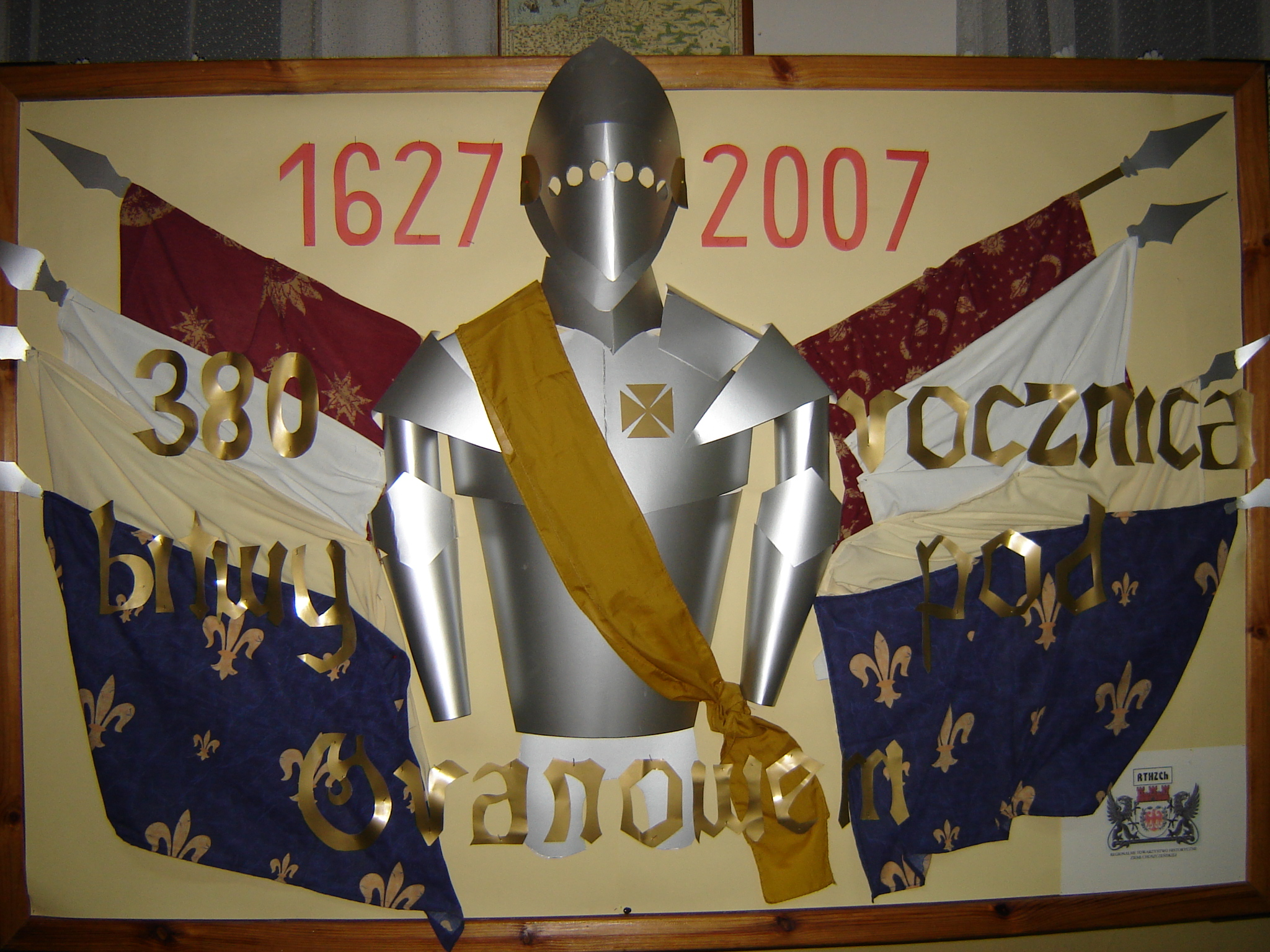
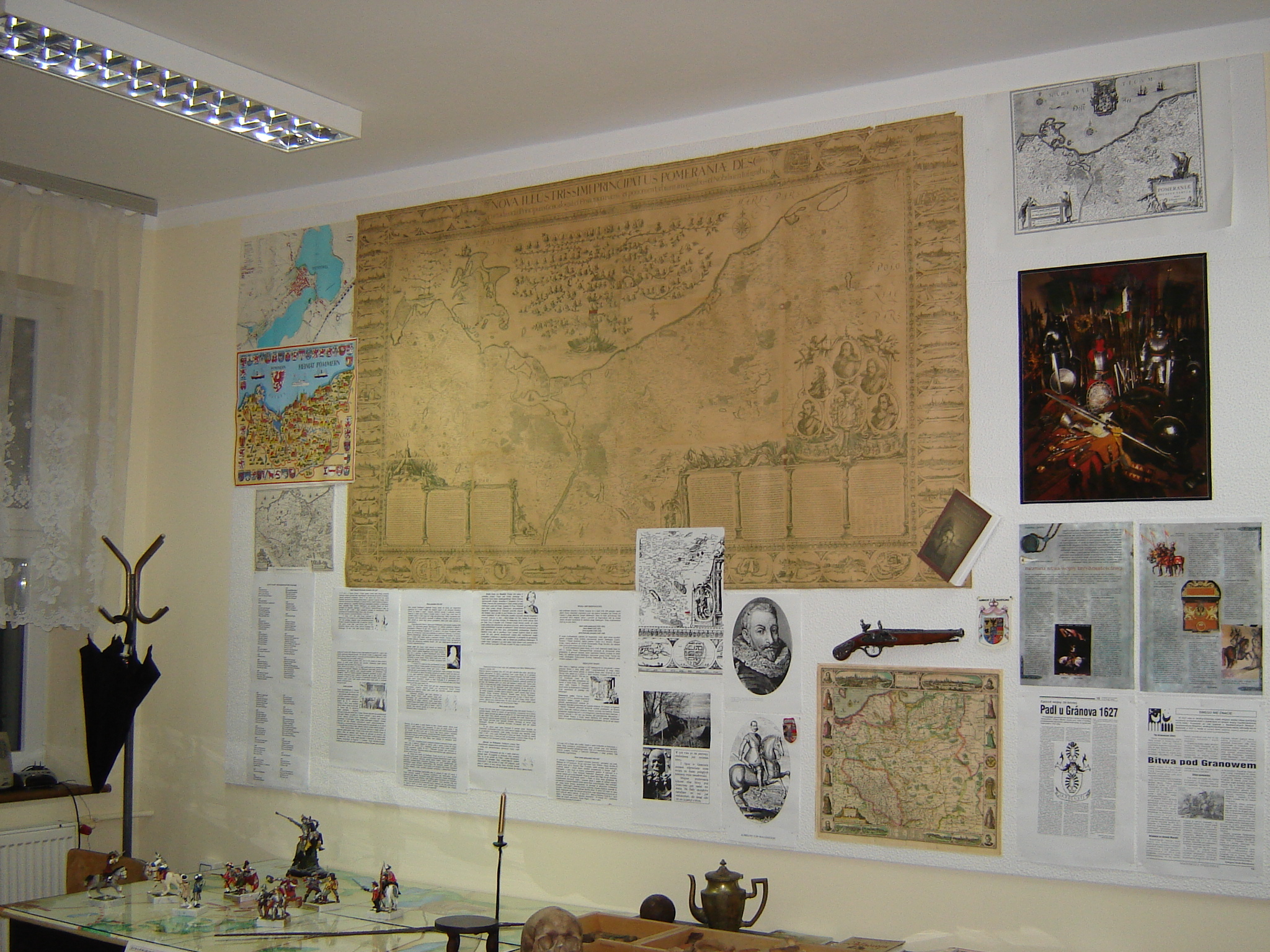
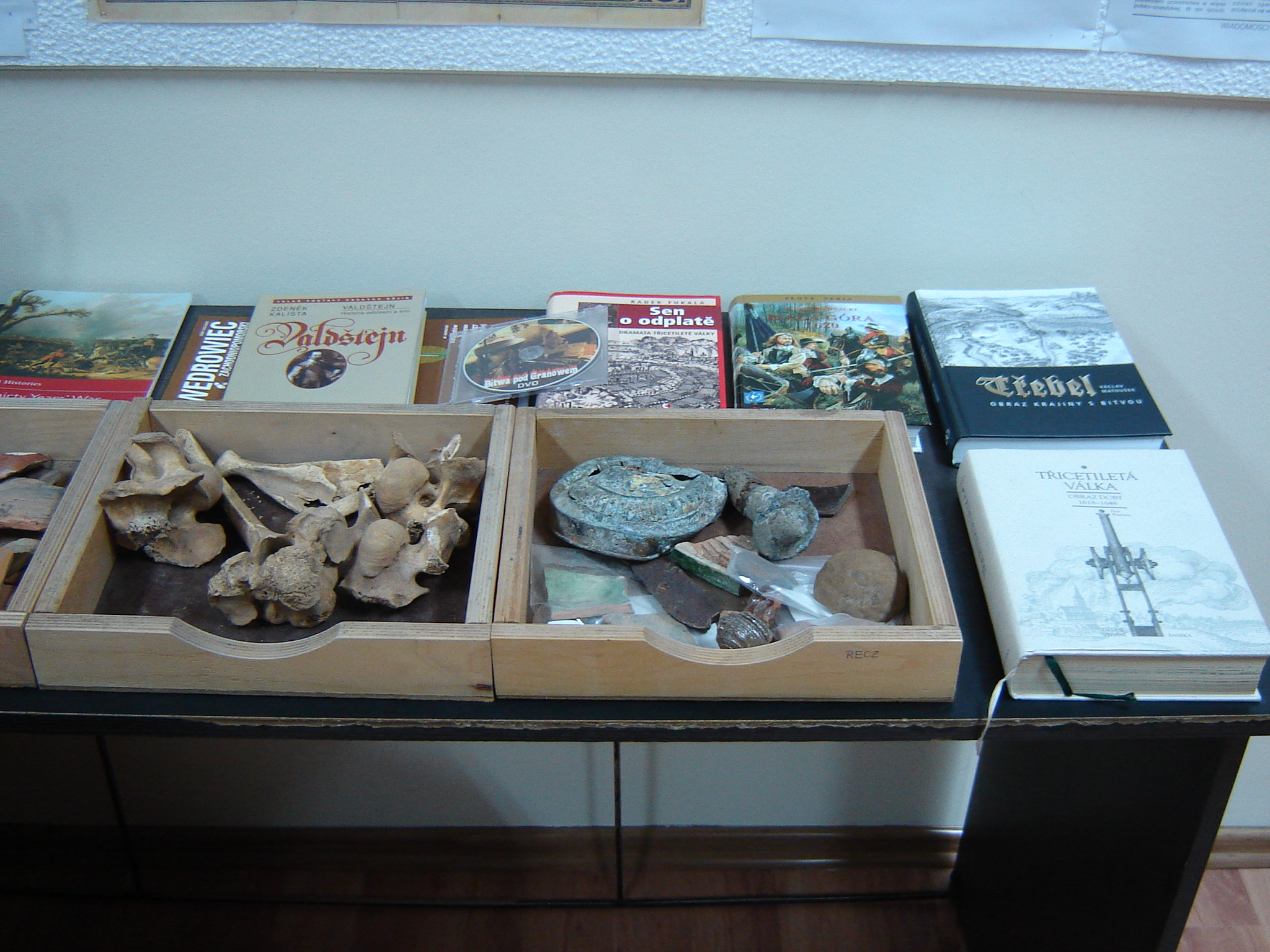